# Bettina Thierig

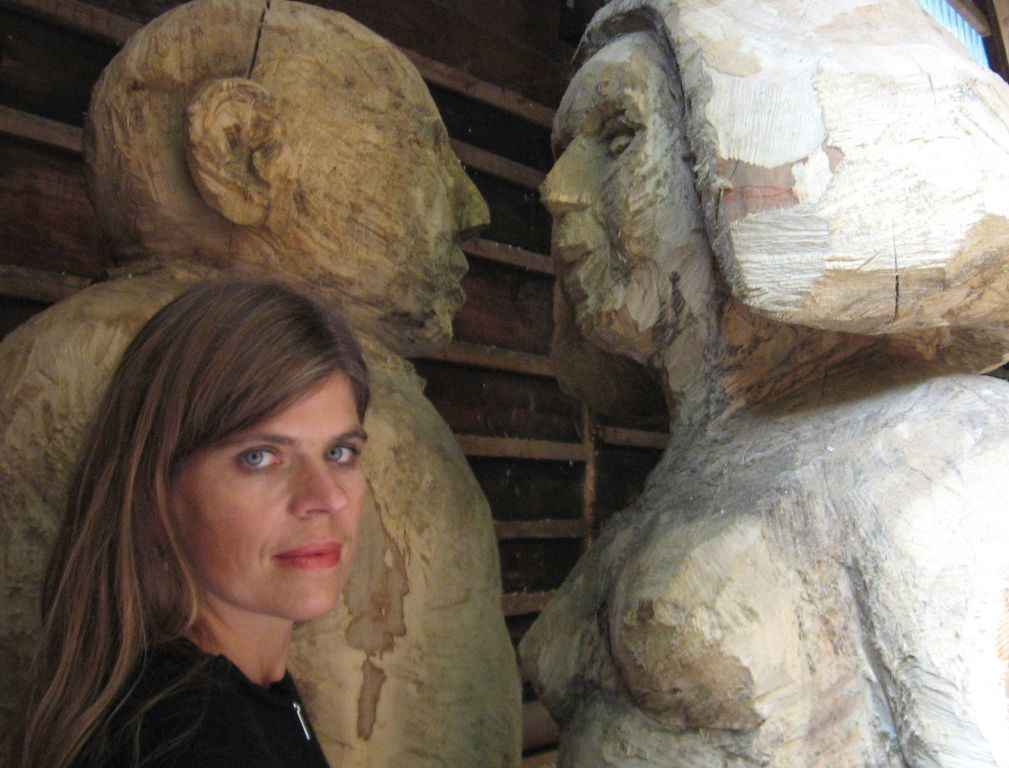
Thierig vor Holzskulpturen, 2010

Bettina Thierig (* 1964 in Hannover) ist eine deutsche Bildhauerin und Lyrikerin.

## Leben und Wirken
Bettina Thierig wuchs in Witten auf (Eltern: Christa und Detlef Thierig), lebt und arbeitet aber seit 2000 in Lübeck und lebt dort mit dem Unternehmer Max Schön  zusammen.

### Die Bildhauerin
Thierig studierte bei Joachim Peter Kastner an der Universität Dortmund, Staatsexamen 1992. Von 1992 bis 1996 setzte sie ihre Studien an der Kunstakademie Düsseldorf fort. Thierig war im Studienjahr 1998/99 Dozentin im Fachbereich Kunst der Universität Dortmund und von 2012 bis 2016 Dozentin für Plastik an der Technischen Hochschule Lübeck, Fachbereich Architektur.
Plastiken im Öffentlichen Raum von Thierig befinden sich in Witten auf dem Eselsmarkt, in Hemer an der Hans-Prinzhorn-Klinik, an der Uni Lübeck das Wandgemälde „Bienenflügel I“, die Figurengruppe "Baumleiber" in Kastorf sowie eine Büste aus Eichenholz in Lübeck (Moisling).
1998 erstellte sie am Staatstheater Mainz eine Plastik für das Bühnenbild von Ibsens "Ein Volksfeind". 2009 gestaltete Thierig die Bronzefigur des jährlich verliehenen Lübecker Service Awards sowie 2011 die Lichtinstallation für St. Jakobi.
Von 2012 bis 2014 betreute sie als Kuratorin das Projekt KunstBetriebe mit der IHK zu Lübeck. Von 2015 bis 2020 wirkte sie im Projekt KunstBetriebe2 und KunstBetriebe3 in einer Kooperation mit mehreren Stiftungen und der IHK zu Lübeck. 2015 und erneut 2018 arbeitete sie im Rahmen eines Fellowships als Artist in Residence am Hanse-Wissenschaftskolleg. 2020 arbeitete Bettina Thierig auch in den Projekten sichtbar bleiben und Kulturfunke.
Bettina Thierig arbeitet vorwiegend in Stein, manchmal in Bronze, hat aber auch überlebensgroße Figuren aus Holz motorgesägt. Ihre Figuren scheinen zurückhaltend im Gestus, fordern aber durch ihre starke Präsenz zu einem Dialog mit der eigenen Körperlichkeit auf. Ornamentale Strukturen (oder farbige Akzente bei den Steinskulpturen) konkurrieren mit den Formen.
Thierig wird in Lübeck vom Kunsthaus Lübeck und der Galerie Müller&Petzinna vertreten sowie in Berlin von der Tammen Galerie und in Schwarzenbek von der Galerie Mucha. vertreten.

#### Ausstellungen

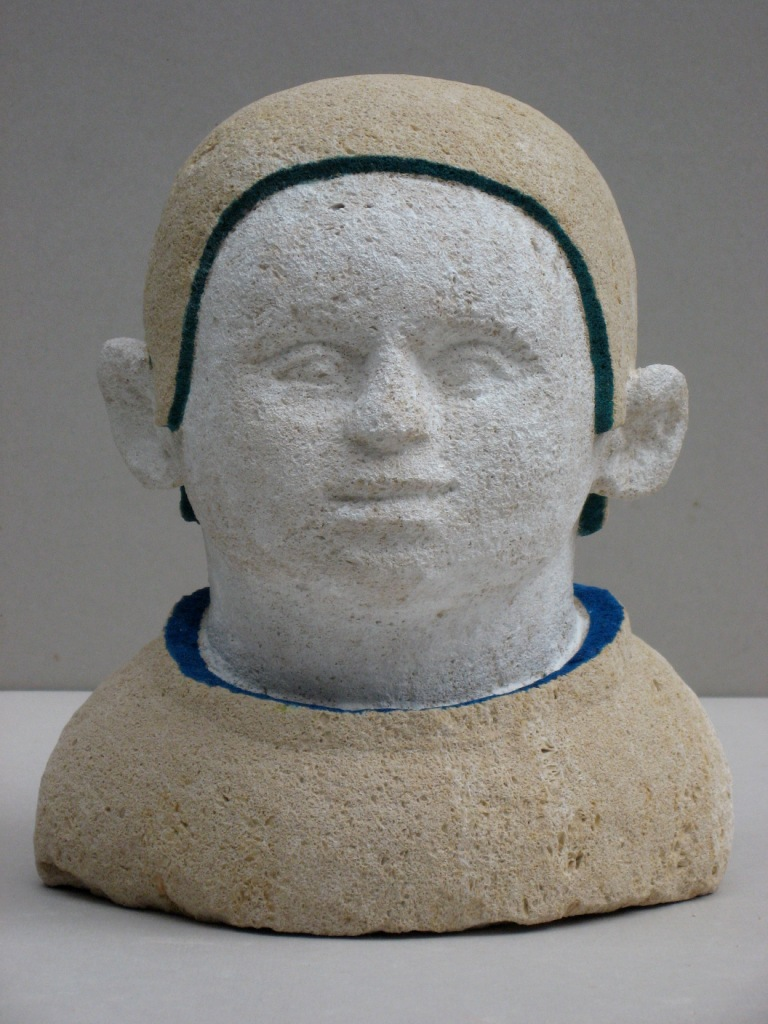
Büste (Material Savonnières)

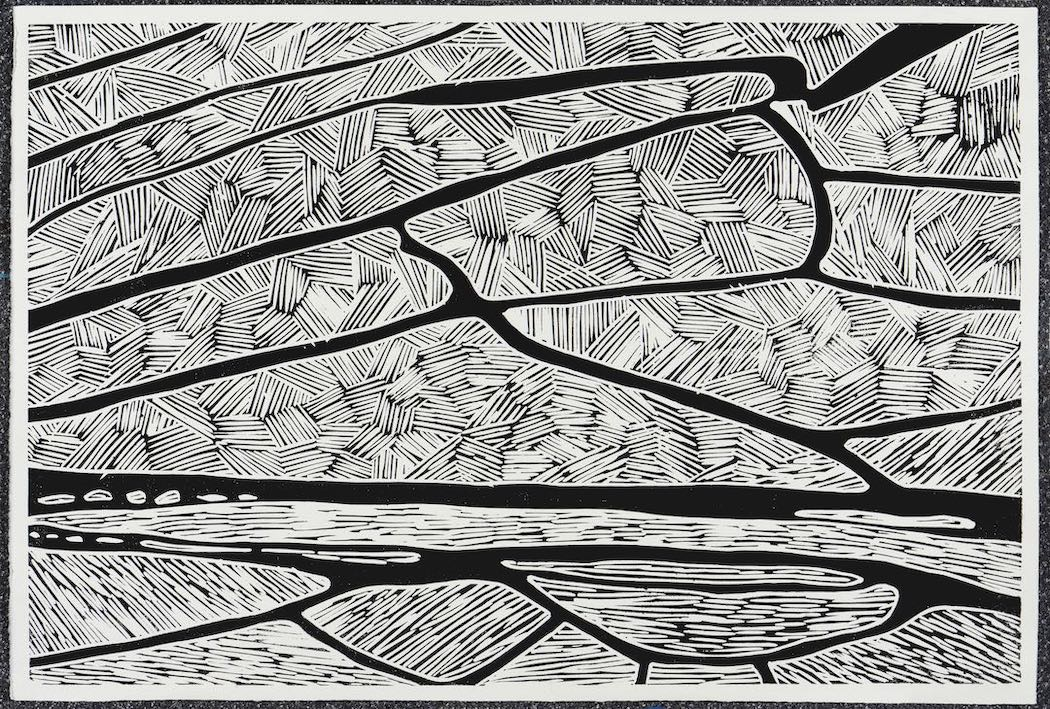
Linoldruck Bienenflügel IV, 2019

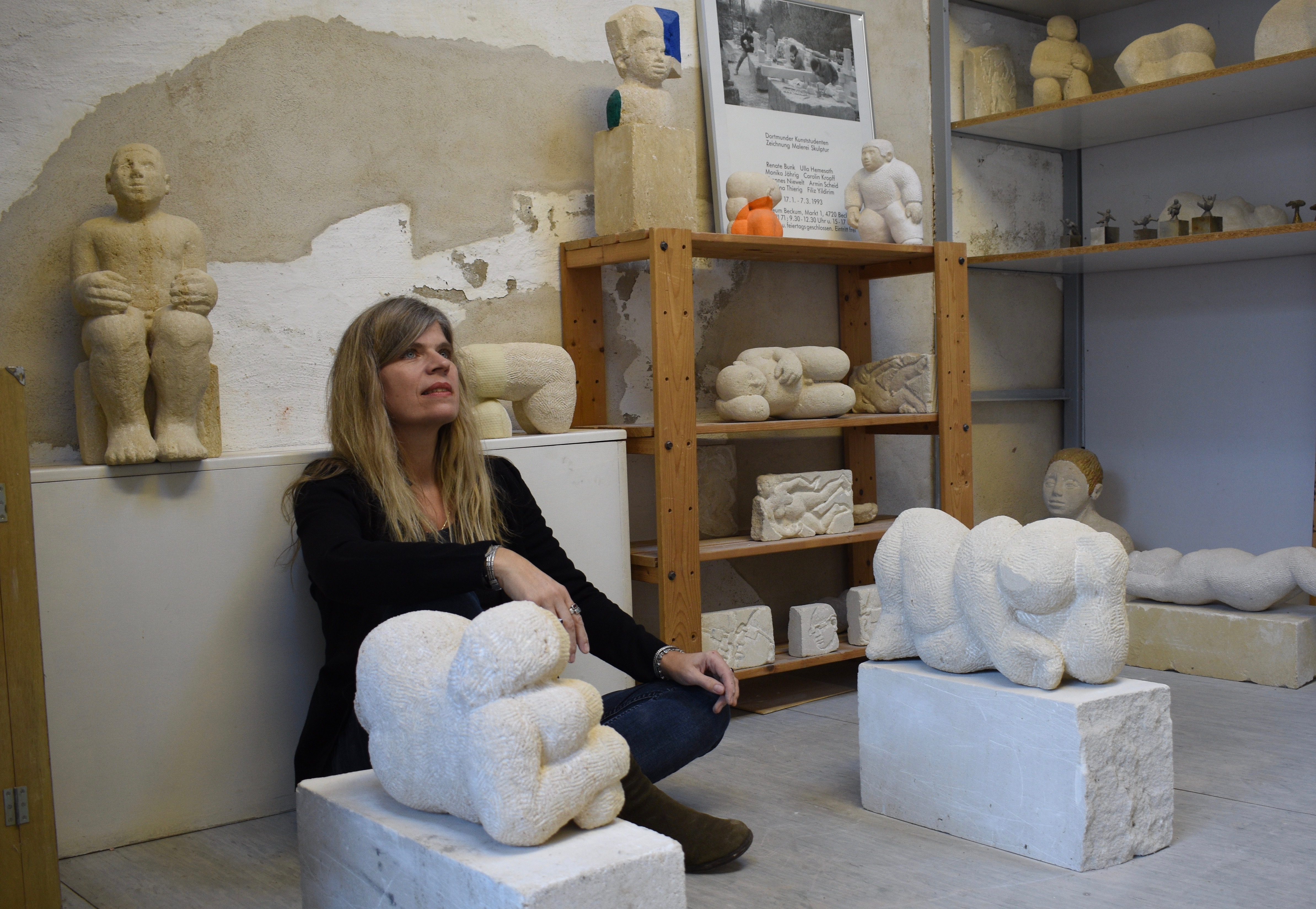
Bettina Thierig in ihrem Atelier, Lübeck 2021

- 2020: Re-Art Readymade recycelt featuring Precious Plastic, Overbeck Gesellschaft; Atelier Galerie Frank Siebert, (verschoben wegen Corona)
- 2019 Historisches Turmhaus, Lübeck Museumsnacht; Kunstbetriebe3[3]
- 2018 Galerie am Stall, Hude; Schaakhaus, Lübeck; Kunstverein, Haus Im Anscharpark, Kiel; KunstBetriebe2 Galerie im Marstall, Ahrensburg; KunstBetriebe2 Kunsthalle St. Annen, Lübeck
- 2017 Skulptur in Bissee[4]
- 2015 Galerie Frank Siebert, E, Lübeck; Hanse-Wissenschaftskolleg, Delmenhorst E
- 2014 Galerie Mucha, Schwarzenbek; Schloss Bergedorf, Hamburg; Kunsthalle St. Annen, Lübeck „KunstBetriebe“; 2012 Müller & Petzinna, Lübeck
- 2011 Tammen Galerie Berlin; Skulptur in Bissee
- 2010 SkulpturenLandschaft, Hamburg-Bergedorf[5]
- 2010 Skulptur an der Ruhr (Local Heroes Witten/Ruhrgebiet=Kulturhauptstadt Europas)[6]
- 2009 und 2010 St. Jakobi, Lübeck
- 2009 Galerie Orange, Mallorca;  Kotka, Finnland
- 2008 und 2009 Rathaus Lübeck;  art, Karlsruhe
- 2008 und 2009 Rathaus Lübeck;  art, Karlsruhe
- 2008 Galerie Haus Herbede, Witten
- 2008 Galerie Haus Herbede, Witten
- 2007, 2008, 2009 und 2010 Galerie Gaulin & Partner/Tammen Galerie, Berlin
- 2006 galerie bunch, Lyngby, Kopenhagen; St. Annen Museum Kunsthalle, Lübeck
- 2006 galerie bunch, Lyngby, Kopenhagen; St. Annen Museum Kunsthalle, Lübeck
- 2004 Broadway Gallery, New York;  kunstraum mühlenstraße, Lübeck (mit Katalog)
- 2000 Galerie Henseleit, Dortmund (mit Katalog)
- 1999 Edition 99 Südbahnhof, Krefeld
- 1998 TZR Galerie, Bochum;  Kunstmesse ”Kunstbombe” Flottmannhallen, Herne
- 1997 Museum Abtei, Wadersloh-Liesborn (mit Katalog);  Eighth Floor Gallery, New York;  2nd city-wide NYbiennial, New York
- 1993 Stadtmuseum Beckum (mit Katalog)

### Die Lyrikerin
Bettina Thierig arbeitet ebenfalls als Lyrikerin. und trat seit 2007 mehrmals während der „Großen Kiesau Literaturnacht“ in Lübeck auf, zuletzt im Februar 2011. Im November 2010 las sie in Berlin.

#### Schriften
- Pausenlos. Geest-Verlag, Vechta-Langförden, 2007
- TraumVogel (mit Nickel, Kattelmann, Pfefferlen, Paál, Büchel und Fricke), Geest-Verlag, 2010[11]
- Perlgenoppt Geest-Verlag 2010. ISBN 978-3-86685-264-8

Vortrags-Lyrik
- 2019 Bienengedanken, Günter Grass-Haus, Lübeck
- 2017 Wolfsspuren, Günter Grass-Haus, Lübeck
- 2011 Gast bei den Deutschen Kulturtagen in Klaipėda, LT
- 2007, 2008, 2010 u. 2013 Große Kiesau Literaturnacht

#### Lyrik-Filmografie
Bettina Thierig hat zusammen mit Dan Burdon mehrere Lyrikverfilmungen realisiert:
- 2006: Baumleiber – Eine Videoinstallation im Rahmen einer Ausstellung von Bettina Thierig im Dielenhaus, Lübeck 2006
- 2007: Pausenlos
- 2008: Retten Lassen, Einblick, Tinnitus, Mal Offen Sein, Petri Heil
- 2009: Möchte so gern, Norddeutsche Sommer
- 2010: Neue Tage, Strategie II

Foto-Strecke
siehe Kursbuch 119, "Unglaubliche Intelligenzen", mit Dorothea Brückner Superorganismus - Eine Entdeckungsreise in die geheime Welt der Bienen

## Auszeichnungen
- 1993 Förderpreis des Kunst- und Kulturfonds der Stadt Witten
- 2009 Jubiläumsauswahl Lübeck der besten Lyrik-Filme der letzten 5 Jahre: 3. Preis für Petri Heil